# La Bastida
La Bastida ([ləβəs'tiðə] de vegades dita La Bastida dels Aspres o del Vallespir, i oficialment en francès La Bastide) és un poble de 79 habitants, cap de la comuna del mateix nom, de la Catalunya del Nord, a la comarca del Rosselló, tot i que segons quins autors la situen al Conflent o al Vallespir.
Antigament s'anomenava Mollet o Molletell, indicant el terreny moll. Depenia del vescomtat del Vallespir fins que s'hi va construir una bastida defensiva. El terme municipal compta, a més del cap municipal, els nuclis de Serramitjà i el Veïnat, format de fet per dos veïnats diferents: el d'en Gasparó i el d'en Trilles.
La dita diu: "A la Bastida, el ventre els ganyida".

## Etimologia
Bastida significa en català antic castell, especialment aplicat a aquells castells amb finalitat de vigilància de límits territorials; no es tracta, així, doncs, un castell seu d'un senyoriu o d'un feu, sinó que assenyala l'abast territorial d'un altre castell. Joan Coromines corrobora en el seu Onomasticon Cataloniae que es tracta d'un derivat de bastir (construir), que serveix per a designar castells simple -ell empra el terme fort- o, en alguns casos potser simples pallisses.

## Geografia

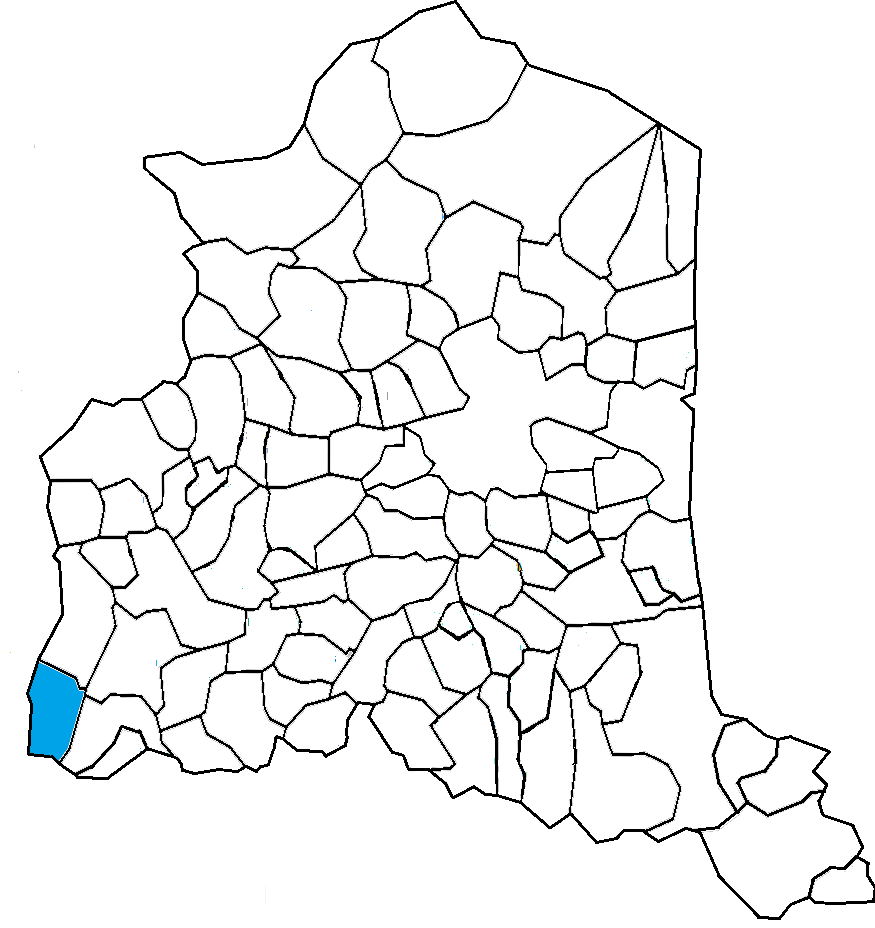
Situació de la comuna de la Bastida en el Rosselló

### Localització i característiques generals del terme
La comuna de la Bastida, de 156.300 hectàrees d'extensió, és a l'extrem sud-oest tant de la comarca dels Aspres com de la del Rosselló, just al punt de contacte d'aquesta comarca amb el Conflent i el Vallespir. La complexa orografia del terme fa que totes les comunicacions hi siguin difícils, però, tot i estar situat entre les valls del Tec i de la Tet, els moviments cap a la zona del Vallespir són més complicats que cap al Rosselló.
El terç septentrional del terme de la Bastida és la vall del Còrrec d'en Batana, quasi completa, des de la seva formació a partir d'una sèrie de torrents de muntanya fins al seu abocament en el Bulès, afluent de la Tet. En un petit tram, fa de termenal amb Bula d'Amunt, i en el tram final surt del tot del terme de la Bastida. Aquesta vall és tancada per tots costats, menys el de llevant, per muntanyes pertanyents a l'extrem oriental del Massís del Canigó d'alçada considerable. A l'extrem nord-est, la llera del riu delimita aquest terme entre 540,5 m alt i 593,4; quan és en aquesta alçada, s'enfila muntanya amunt cap al nord-oest pujant cap als 750 - 800 metres per un coster, fins que torç al nord i s'enfila fins als 1.139,5 a llevant del Santa Anna dels Quatre Termes, on arriba als 1.340,6. El cim s'anomena així per l'ermita de Santa Anna dels Quatre Termes que hi ha en el seu cim, i perquè era el punt de trobada de quatre comunes diferents (ara tres: la Bastida, Bula d'Amunt, Glorianes i Vallestàvia (la darrera, però, actualment no arriba en aquest punt.
Tancat el termenal nord, des d'aquest darrer cim davalla cap al sud, per marcar el termenal de ponent, amb Glorianes primer, Vallestàvia després, i finalment Vallmanya. És un termenal amb força oscil·lacions d'altitud, des dels 1.340,6 inicials, als 1.175,3 del Coll de Montportell, als 927 al triterme de la Bastida amb Vallmanya i Vallestàvia, al sud-est del qual tanca la vall anterior per la carena que la separa de la vall del Riu Fred d'una banda i del Còrrec de Vilarem de l'altra. Aquesta carena arrenca dels 1.044,6 m alt inicials, puja als Espinassets, a 1.175, i va baixant cap a llevant fins al Cortal de Vicenç, de 955, baixa al poble de la Bastida, a 788,5, i assoleix el termenal de llevant a 761,2.
A ponent, la vall del Riu Fred ocupa un petit tros del terme. Afluent de la Tet a través de la Lentillà, baixa cap al nord-oest. Aquesta vall queda tancada a ponent pel límit del terme, que va dels 1.044 abans esmentats cap al sud, on assoleix el Puig del Trucador, de 1.661,2 m alt. Des d'aquest cim el límit de la vall del Riu Fred va davallant per una carena cap al nord-est, cap a les Cingleses de Cristall, i el Coll Palomeres, de 1.034,3, per on passa la carretera D33, i pel Cortal d'en Correu puja als Espinassets, de 1.173,
La vall del Còrrec de Vilarem ocupa una franja al biaix que va des de l'extrem sud-oest del terme cap a la zona central del terme de la Bastida. Delimitada al nord per la carena on es troba el poble de la Bastida, abans descrita, i a l'oest per la carena que delimita per l'est la vall del Riu Fred, també descrita abans, el límit sud de la vall és la carena que separa aquesta vall de la del Boletó. És una carena que va davallant des dels 1.000 metres fins als 800 prop del Cortal del Pla, i després acaba de baixar a la vall del Bulès.
A l'extrem sud-est del terme hi ha encara una altra vall, també afluent del Bulès: la vall del Boletó. És la vall on es troba, a l'extrem nord-est, el veïnat de Serramitjà, i on hi havia hagut les mines de ferro, com les dels Menerots. Aquesta vall està delimitada al nord i a ponent per les valls descrites anteriorment, al sud-oest per la carena que va del Puig del Trucador al Puig de l'Estela, de 1.778 m alt, situat a l'extrem sud-oest del terme de la Bastida i cim culminant del seu terme. D'ell arrenca cap a llevant, després cap al sud-est, una carena que va baixant cap als 1.652 m alt, després cap als 1.662, després als 1.550, i arriba, als 1.430 m alt, al triterme de la Bastida amb Cortsaví i Sant Marçal. El límit de llevant d'aquesta vall, i de tot el terme, és la llera del Bulès.
Al sud, a la zona limítrofa amb el Vallespir, és on hi ha les màximes elevacions del terme, com el Puig de l'Estella, que assoleix els 1.778 m alt. en el punt on es troben les comunes de la Bastida, Vallmanya i Cortsaví i, per tant, les comarques del Rosselló, el Conflent i el Vallespir, a l'extrem sud-oest, mentre que al sud-est l'alçada màxima és la de la Collada de la Torre de Vetera, de 1.439 m alt, al límit amb Cortsaví i Sant Marçal. El terme va davallant cap al nord-est, on s'arriba a una alçada de poc més de 600 metres.
Termes municipals limítrofs:
| Glorianes Vallestàvia | Bula d'Amunt | Prunet i Bellpuig |
| Vallmanya             |              | Sant Marçal       |
|                       | Cortsaví     |                   |

### El poble de la Bastida

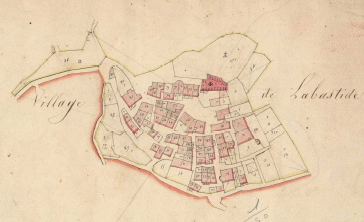
La Bastida en el Cadastre napoleònic del 1812 (Arxius Departamentals dels Pirineus Orientals, ADPO)

Situat a l'extrem nord-est del terme comunal, el petit poble de la Bastida està situat tot agrupat en el cim d'un turó, on es va dreçar la bastida, o castell que donà origen al poble i al seu nom mateix. Té forma de cellera, amb l'església parroquial de Sant Miquel i el cementiri parroquial a l'extrem nord i més enlairat del petit nucli. Es tracta d'un poble que no ha crescut, a penes, respecte del seu nucli primigeni. L'única cosa significativa que ha canviat és l'obertura d'un càmping ran de poble, al nord-oest. Al poble hi ha les restes del Castell o Bastida de Mollet, i de la vila fortificada de la Bastida.
El poble, situat en un coster, consta de, a penes, tres o quatre carrers practicables amb automòbil, i una desena de carrers estrets amb graons. La Casa del Comú és a l'extrem sud-est del poble, en el punt de menys alçada del nucli.

### El Veïnat

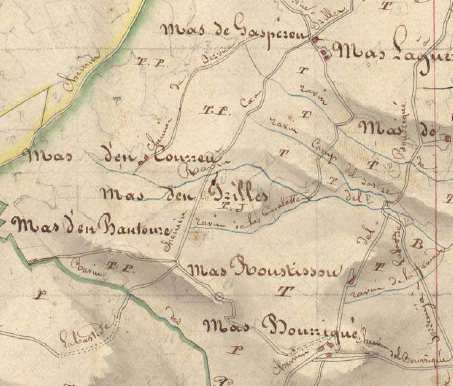
El Veïnat en el Cadastre napoleònic del 1812 (ADPO)

Conjunt dispers de masies, el Veïnat és al sud-sud-oest del poble de la Bastida, cap a la meitat del terme, però ran del seu límit est.
En realitat, el Veïnat està format per dos veïnats diferents, però propers: el Veïnat d'en Gasparó, o Can Gasparó, abans Mas d'en Laguerra, amb els masos de Ca l'Armengó, Ca l'Arcís i Can Gasparó, o Can Tarena, i el Veïnat d'en Trilles, amb Ca la Catral, Can Francesc, Can Pastoret, Can Perelló, Can Trilles i Can Xulina.

### Serramitjà

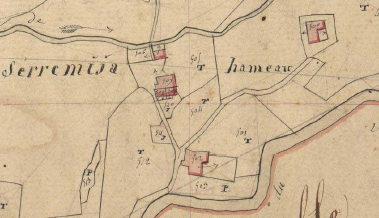
Serramitja en el Cadastre napoleònic del 1812 (ADPO)

Serramitjà, o Veïnat de Serramitjà, es troba també a l'extrem de llevant del terme, en el terç meridional de la comuna de la Bastida, al sud del poble i al sud-est del Veïnat. Hi passa a prop, al nord-est del poble, la carretera D - 13, que el relliga amb la Bastida. Formen aquest veïnat els masos de Can Castell, Can Noell, Can Pujada, Can Vinyes, abans Can Meler, i el Cortal de Can Vinyes, també abans de Can Meler.

### Castell de Cristall
Actualment desaparegut, el Castell de Cristall era a les actuals Cingleres de Cristall, al sud-oest del poble de la Bastida, en el contrafort nord-est del Puig del Trucador, a 1397 m alt, al sud del Coll de Palomera. Només se'n conserven vestigis.

### Les mines de Vetera
El gruix de les mines de Vetera són dins del terme de Cortsaví, al Vallespir, en el subsòl del Puig de l'Estella i també en part del del Puig del Bolet. Ara bé, les dues comunes rosselloneses del vessant nord dels dos puigs esmentats, la Bastida i Sant Marçal, van tenir en el seu moment algunes galeries de les mines de Vetera a dins del seu terme. La de la Bastida és gairebé al límit meridional del terme, en el vessant nord de la Canal del Bolet, a 1.562 m alt en una carena que davalla cap al nord emmarcada pel Còrrec del Bolet, a ponent, i el Còrrec del Faig Trencat, a llevant.

### Els Menerots
Unes altres mines del mateix sistema de Vetera, dins del terme de la Bastida són les denominades Els Menerots. Estan situades cap al centre del terç meridional del terme, a l'esquerra del Còrrec del Bolet, en un dels contraforts del nord-est del Puig del Trucador. En aquestes mines encara avui dia és important la quantitat de siderita existent. Hi havia hagut un tren miner que des dels Menerots s'adreçava a llevant i travessava tot el sector de muntanya del terme de Sant Marçal passava el Coll de Formentera fins a arribar a l'Estació minera de muntanya de Formentera, del terme de Montboló.

### Santa Anna dels Quatre Termes
A l'extrem nord-oest del terme de la Bastida, en el mateix límit amb els de Bula d'Amunt i de Glorianes, es troba la muntanya de Santa Anna dels Quatre Termes, de 1341,7 m alt. A poca distància al nord-oest, però dins del terme de Glorianes, hi ha l'antic santuari i ermita, actualment en ruïnes avançades, de Santa Anna dels Quatre Termes.

### Els masos del terme
Fora dels masos suara esmentats, integrats en els tres veïnats del terme de la Bastida, aquesta comuna té alguns masos i construccions isolades més: Ca -o Mas de- l'Ambròs, Cal Burriquer, antic mas convertit en refugi de muntanya, Can Correu, abans Mas d'en Llusquet, Can Jepeta, o Mas Jepet, Can Pere Antoni, Can -o Mas d'en- Pere Correu, Can -o Mas d'en- Ventura, Can Xiquetot, abans Mas Rostissó, la Casa de Nostre Senyor, el Cortal, el Cortal del Domènec, el Cortal del Solà del Manoc, el Cortal de Can Pere Antoni, el Cortal de la Roïra, el Cortal de la Coma, la Comalada, o Cortal de la Comalada, el Cortal del Burriquer, el Cortal de l'Esteve, el Cortal de l'Olibó, el Cortal del Pla, el Cortal d'en Batana, el Cortal d'en Baus, el Cortal d'en Tillet, el Cortal de les Trilles, el Cortal de Vicenç, el Domènec, les Estorrelles, el Mas de la Torre, el Mas d'en Tillet, el Mas d'en Toron, el Mas de Vilarem, el Mas Noguerol, el Mas Peireró, el Menú, abans el Llusquet, i el Moixer. A més, també s'hi troben les ruïnes de la Cantina dels Menerots, les del mas anomenat Casa del Rei, el Cortal de Grillera, el Cortal d'en Correu, el Cortal Trencat, o de Rouaut, la Mesoneta, la Pallera d'en Vicenç, la Roïra, o Mas de la Roïra, i la Trémie dels Menerots. Com a topònims antics, ja desapareguts, hi ha el Castell de Cristall. Esment a part mereixen el Forn de calç de Grillera i el Forn dels Menerots. Com a elements religiosos hi ha l'Oratori i la capella de Santa Anna dels Quatre Termes.

### Hidrografia
El terme comunal de la] Bastida és molt accidentat, pel fet que forma part dels contraforts nord-orientals del Massís del Canigó. El formen pràcticament dues valls i mitja; la mitja és la meitat occidental de la vall del Bulès, que discorre de sud a nord, i les altres dues, una, a migdia, que té la sortida cap al nord-est (la vall del Riu Fred, i una, al nord, que la té cap al nord-est (la del Còrrec d'en Batana).
La mitja vall del Bulès, que comprèn el veïnat de Serramitjà, recorre tot el terme pel costat est, des de sota la Torre de Vetera fins a la Devesa, a prop i al nord-est del poble de la Bastida, rep l'afluència de molts còrrecs del terme: Còrrec de les Canals, Còrrec del Querol, Còrrec del Solà del Querol, el Boletó o Còrrec del Boletó o del Bolet (que recull les aigües dels còrrecs del Faig Trencat, del Solà del Bolet, de l'Home Mort, de la Cova, dos d'anomenats de Callimbres, paral·lels i propers, Còrrec de la Blada, del Burriquer, de l'Aulina i de Serramitjà), Còrrec de la Vernosa (que duu les aportacions dels còrrecs de Vilarem, de la Torre de Ballesta, del Bac, de l'Arbre Fosc, dels Cortalets, de Pradells, o Pardells, del Domènec, del Senyor, dels Polls i de la Font de Maria), Còrrec de les Canalotes, Còrrec de la Femada, o de Pau Correu, Còrrec del Barber i Còrrec del Sastre, o del Camp del Sastre, Còrrec de les Godanes, Còrrec de les Aliguetes, Còrrec del Clot, Còrrec d'en Joanot, Còrrec Petit i Còrrec de Nostre Senyor.
El Riu Fred, a la part occidental del terme, es forma per l'afluència del Còrrec de Ponci, el Còrrec de l'Ullat, el Còrrec del Cortal de Grillera, el Còrrec de la Grillera i alguns més de força petits, a més dels Còrrecs de la Grillera, de la Font de Nivella i de Roca Tinda, que neixen dins de la Bastida i se'n van cap a l'oest a ajuntar-se al Riu Fred en terme de Vallmanya.
Al nord del terme hi ha el Còrrec d'en Batana, o de la Fageda, que vertebra una ampla vall amb tot un conjunt de còrrecs: Còrrec de la Fageda (amb els còrrecs de la Font, del Camp del Beç, del Comall, o de la Canal, de Bagatella, del Bagatell, del Camp de la Vinya, del Camp de la Guilla, del Cortal Vell de la Roïra, de les Canals (diferent de l'anterior), de la Font, de Cortolera, d'en Naudó, dels Polls (diferent de l'anterior), del Mas de la Castanyereda, del Bac de la Roïra, de la Roïra, de l'Isern, del Camp Llarg, del Bac de la Ribera, del Camp del Clot, de la Cabaneta, del Peireró, de Santa Fe, del Baix, de Gasparó, del Cortal, de l'Evangeli, de Noguerol i del Mas, o de Raliquet.
Hi ha a la Bastida unes quantes fonts destacables: el Captatge de la Bastida, la Font de la Bastida, la de Can Gasparó, la de Can Jepeta, la de Can Pere Antoni, la del Bolet, la del Cortal, la de les Estorrelles, la del Mas de la Torre, la del Mas d'en Tillet, la del Mas d'en Toron, la del Mas de Vilarem, la del Mas Noguerol, la de l'Orriot, la del Pla de Dalt, la del Pont, la del Veïnat d'en Trilles i la Font Vella.

### Orografia
Pel fet de ser el terme de la Bastida en els contraforts del Massís del Canigó, les formes del relleu estan ben representades en la seva toponímia. Així, hi trobem dos llocs anomenats el Bac, el Bac de la Roïra, el de l'Home i el de Vilarem; Bosc Comunal de la Bastida; les Cingleres de Cristall; Collada del Bolet, Coll de Montportell, Coll d'en Tillet, Coll de Palomera; la Coma, la Comalada; el Pla de Dalt i la Plana; puigs i altres muntanyes: Puig del Bolet, Puig de l'Estella, Puig del Querol, Puig d'en Correu, Puig del Trucador i Santa Anna dels Quatre Termes; Roca de la Castanyera d'en Tillet, Roc de Callimbres, Roc del Baster, Roques Blanques; Serrat de les Creus, Serrat del Querol i Serrat d'en Gasparó, i solanes: Solà del Bolet, Solà del Cortal, Solà del Manoc, Solà del Querol, Solà de Nivella, Solà de Santa Anna, Solà de Vilarem i la Solana.

### El terme comunal
Les partides i indrets específics del terme de la Bastida són: el Bagatell, Botines, la Cabaneta, abans la Cabanella, Ca l'Ambròs, abans el Bordegàs, Cal Burriquer, Cal Correu, abans Cal Rostissó, Callimbres, la Campanya, o les Campanyes, el Campàs, el Camp de la Vinya, el Camp del Beç, el Camp d'en Patau, el Camp Llong, el Camp Roig, el Canal del Bolet, Can Gasparó, Can Pere Antoni, Can Pere Correu, Can -o Mas d'en- Tillet, Can Trilles, la Casa de Nostre Senyor, Cascavell, la Castanyeda, o Castanyereda, el Cortal de Nivella, els Cortalets, la Creu, la Creu del Prat del Poll, la Creu d'en Toron, la Devesa, abans el Devès, el Domènec, abans l'Arbre Fosc, les Estorrelles, els Espinassets, l'Evangeli, la Font Rovillosa, la Grillera, els Hortassos, l'Hort d'Avall, en Llusquet, el Mas del Correu, abans d'en Llusquet, el Mas d'en Toron, els Menerots, els Millassos, el Moixer, el Noguerol, la Pallera d'en Vicenç, el Peireró, el Prat d'en Cerdà, Roaut, la Roïra, Santa Fe, Serramitjà, la Torre de Ballesta, l'Ullat, Vetera i Vilarem. Hi ha alguns senyals termenals, com la Fita de la Collada de la Torre de Vetera i la Roca de la Castanyera d'en Tillet. Alguns noms són ja en desús, conservats només en la memòria de les persones més grans: Llençoles, Vernedes i Vilarcau.

#### El Cadastre napoleònic
En el Cadastre napoleònic del 1812, la Bastida apareix dividit en dues seccions: la del Poble i la de Vetera. La primera, que ocupa aproximadament el terç septentrional de la comuna, conté el poble de la Bastida. La segona és quasi els dos terços meridionals, els més muntanyosos, i conté la zona minera del complex de mines de Vetera. La secció del poble conté les partides del Bac de la Roïra, lo Peireró, amb el mas homònim, lo Moixer, la Cabanella, amb un cortal, el Noguerol, amb el mas d'aquest nom, lo Bac, amb un cortal, la Plana, el Prat d'en Cerdà, la Campanya, la Coma, amb un cortal, l'Evangili, el Solà de Santa Anna, el Camp Roig, la Roïra, amb el mas homònim i un cortal, el Camp Llong, el Camp de Palau, el Camp de la Vinya, el Mas d'en Tillet, amb el mas d'aquest nom, la Castanyereda, el Mas d'en Turon, amb el mas homònim, el Bac de l'Home, el Solà de Ribella, el Camp del Bes, el Mas d'en Llosquet, amb aquest mas, el Cortal de Ribella, amb el cortal, les Escorrelles i el Serrat de les Creus, amb un cortal.
La secció de Vetera té les partides de la Casa de Nostre Senyor, amb el mas d'aquest nom, el Devès, el Roc de l'Agustí, Cascabell, Hortassós, el Serrat d'en Gasparó, el Campàs, la Creu, el Solà del Manoc, Can Pere Correu, amb el Mas d'en Correu, Can Trilles, Can Gasparó, amb el Mas Laguerra, Bordegàs, amb el Masot de l'Ambròs, Cal Rostissó, amb el Mas Rostissó, Roques Blanques, amb el Mas d'en Ventura, Cal Borriquer, amb el Mas Borriquer, Can Pere Antoni, els Millassós, els Cortalets, amb dos cortals, la Solana, Vilarem, amb el mas homònim, Serramitja, amb el veïnat d'aquest nom, l'Albre Fusa, la Tor de Ballesta, Font Rovillosa, l'Ullat, el Puig d'en Correu, la Comalada, el Solà dels Cortals, amb tres cortals, Rouaut, amb un cortal, Callimbres, el Solà del Boletó, el Puig del Querol, el Solà del Querol i Vetera.

## Transports i comunicacions

### Carreteres
Travessa el terme de la Bastida una única carreteres, que passa pel nucli principal de població. És la D - 13 (D - 615, a Coll de Llauró - D-618, a Coll d'en Fortó, terme de Prunet i Bellpuig) travessa el terme d'est a oest, en un traçat molt sinuós i amb molts desnivells, fent una inflexió cap al nord per tal d'arribar al poble de la Bastida. Procedeix dels termes de Queixàs i Sant Marçal, sense passar per cap poble, i en marxa, cap al terme, i poble, de Vallmanya. Per aquesta carretera, la Bastida es comunica directament amb Vallmanya (6 km) i indirectament amb Prunet i Bellpuig, Bula d'Amunt i Sant Marçal. És una carretera de muntanya, molt tortuosa.

### Transport públic col·lectiu
Les línies del servei departamental de Le bus à 1 € més properes a la Bastida són les que enllacen Ceret o Forques amb Perpinyà. La 300/340 uneix Perpinyà amb Arles passant per Pollestres, Vilamulaca, Banyuls dels Aspres, el Voló, Sant Joan Pla de Corts, Morellàs, Ceret, Reiners, els Banys d'Arles i Arles. La 340/341, Perpinyà amb la Presta, passant per Ceret (hi va directament des de la capital rossellonesa), Reiners, els Banys d'Arles, Arles, Montferrer, el Tec, Prats de Molló i la Presta. La 340/342, Perpinyà amb Costoja, passant igualment per Pollestres, Vilamulaca, Banyuls dels Aspres, el Voló, Sant Joan de Pladecorts, Ceret, Reiners, els Banys d'Arles, Arles, Montferrer, Sant Llorenç de Cerdans i Costoja. Finalment, la 401 va de Ceret a Argelers, passant per Morellàs, el Voló, Montesquiu d'Albera, Vilallonga dels Monts, Sant Genís de Fontanes, la Roca d'Albera, Sureda, Sant Andreu de Sureda, Palau del Vidre i Argelers.
Des de Ceret a la Bastida cal comptar amb el TAD, el Transport a la demanda. Funciona únicament els diumenges i dies festius, i s'ha de sol·licitar per telèfon el dia abans.
Havia existit al terme de la Bastida un ferrocarril miner, ara convertit en camí, que unia la mina dels Menerots amb l'Estació minera de Formentera, en terme de Montboló, passant per l'extrem meridional del de Sant Marçal.
Dels camins del terme de la Bastida, n'hi ha alguns que enllacen la Bastida amb els termes veïns: Camí d'Arles, Camí de Bula d'Amunt, Camí de Jóc, Camí de Sant Marçal, Camí de Serrabona, Camí de Vallestàvia, Camí de Vallmanya i Camí Vell de Vallmanya, a més de la Ruta de Sant Marçal i de la Ruta de Vallmanya. D'altres camins són interns del terme comunal: camins de Can Burriquer, de Can Correu, de Can Trilles, el Camí de Ferro de la Pinosa (antiga via estreta de servei de les mines), camins de la Comalada, de la Roïra, del Mas de la Torre, del Mas de l'Isern, o del Solà de Santa Anna, del Molí, de Noguerol, del Peireró, de Serramitjà i de Vilarem.

## Història
El vilatge és esmentat des del 990, sempre amb el nom de Mollet o Molletell (Moletum, 1009; Molled, 1011; Molletello, 1046; Moletel, 1090), fins que a partir de la construcció de la fortificació del segle xiii, que emmurallava la cellera primitiva de Mollet, es començà a anomenar la Bastida (S, Michelis de la Bastida, 1276; la Bastida de Moled, 1395; Bastida, 1406 i 1435, etc.). El 990 havia estat incorporat al vescomtat de Vallespir.
Al llarg dels segles diversos llinatges rossellonesos foren senyors de Mollet, o de la Bastida: als segles XI-XIII, foren els Cortsaví-Serrallonga; al XIV, els Alió-So; al rei de Mallorca el 1335; als XIV-XV, als Llupià-Bages; als XV-XVI, als Çagarriga; al XVII, als Taquí, i al XVIII, als Oms.
Al segle xvii els habitants de la Bastida, Bula d'Amunt i Serrabona decidiren de procedir en comú a l'elecció dels seus síndics, i el 4 de juny del 1769 van prendre l'acord de formar un sol cos municipal, amb 18 persones. L'acord va ser signat en el fort de la Bastida, però no tingué vigència gaires anys, atès que a ran de la Revolució Francesa fou remodelada l'estructura de les antigues universitats per tal d'esdevenir comunes del nou model implantat aleshores.

## Demografia

### Demografia antiga
La població està expressada en nombre de focs (f) o d'habitants (h)
| 60 f | 52 f | 24 f | 17 f | 23 f | 42 f | 28 f | 30 f | 64 h | 363 h | 60 f | 77 f | 262 h |

Font: Pélissier 1986

### Demografia contemporània
| Evolució de la població |      |      |      |      |      |      |      |      |
| 1793                    | 1800 | 1806 | 1821 | 1831 | 1836 | 1841 | 1846 | 1851 |
| 425                     | 387  | 397  | 416  | 561  | 509  | 565  | 577  | 555  |

| 1856 | 1861 | 1866 | 1872 | 1876 | 1881 | 1886 | 1891 | 1896 |
| ---- | ---- | ---- | ---- | ---- | ---- | ---- | ---- | ---- |
| 532  | 509  | 475  | 466  | 453  | 468  | 429  | 445  | 400  |

| 1901 | 1906 | 1911 | 1921 | 1926 | 1931 | 1936 | 1946 | 1954 |
| ---- | ---- | ---- | ---- | ---- | ---- | ---- | ---- | ---- |
| 403  | 408  | 404  | 322  | 270  | 267  | 230  | 183  | 116  |

| 1962 | 1968 | 1975 | 1982 | 1990 | 1999 | 2005 | 2008 | 2010 |
| ---- | ---- | ---- | ---- | ---- | ---- | ---- | ---- | ---- |
| 109  | 80   | 70   | 65   | 64   | 61   | 95   | 98   | 83   |

| 2013 |
| ---- |
| 79   |

Fonts: Ldh/EHESS/Cassini fins al 1999, després INSEE a partir deL 2004

### Evolució de la població

Població 1962-2008

## Administració i política

### Batlles[12]
| Període                       | Nom                | Opció política | Comentaris |
| ----------------------------- | ------------------ | -------------- | ---------- |
| 1862 - 1865                   | Pierre Touron      |                |            |
| 1865 - 1865                   | Jean Malé          |                |            |
| 1865 - 1870                   | Pierre Touron      |                |            |
| 1870 - 1876                   | Paul Faitg         |                |            |
| 1876 - 1881                   | Noell              |                |            |
| 1881 - 1883                   | Jean Carbonell     |                |            |
| 1883 - 1887                   | Joseph Taix        |                |            |
| 1887 - 1896                   | Laguerre           |                |            |
| 1896 - 1900                   | Pierre Touron      |                |            |
| 1900 - 1904                   | Vincent Noell      |                |            |
| 1904 - 1908                   | Jean Coste         |                |            |
| 1908 - 1912                   | Jean Noell         |                |            |
| 1912 - 1916                   | Joseph Sarrahy     |                |            |
| 1916 - 1918                   | Pierre Carrère     |                |            |
| 1918 - 1928                   | Joseph Sarrahy     |                |            |
| 1928 - 1931                   | Jacques Carrère    |                |            |
| 1931 - 1949                   | Jean Casteil       |                |            |
| 1949 - 1953                   | François Puigségur |                |            |
| 1953 - 1971                   | Jean Casteil       |                |            |
| 1971 - Març del 1995          | Roger Bails        |                |            |
| Març del 1995 - Moment actual | Daniel Baux        |                |            |

### Legislatura 2014 - 2020

#### Batlle
- Daniel Baux.

#### Consellers municipals
- Karine Boulet-Pasquier
- Julie Charlin
- Raymond Dafonseca
- Jeffrey Davies
- Daniel Ribere
- Katia Roca.

### Adscripció cantonal

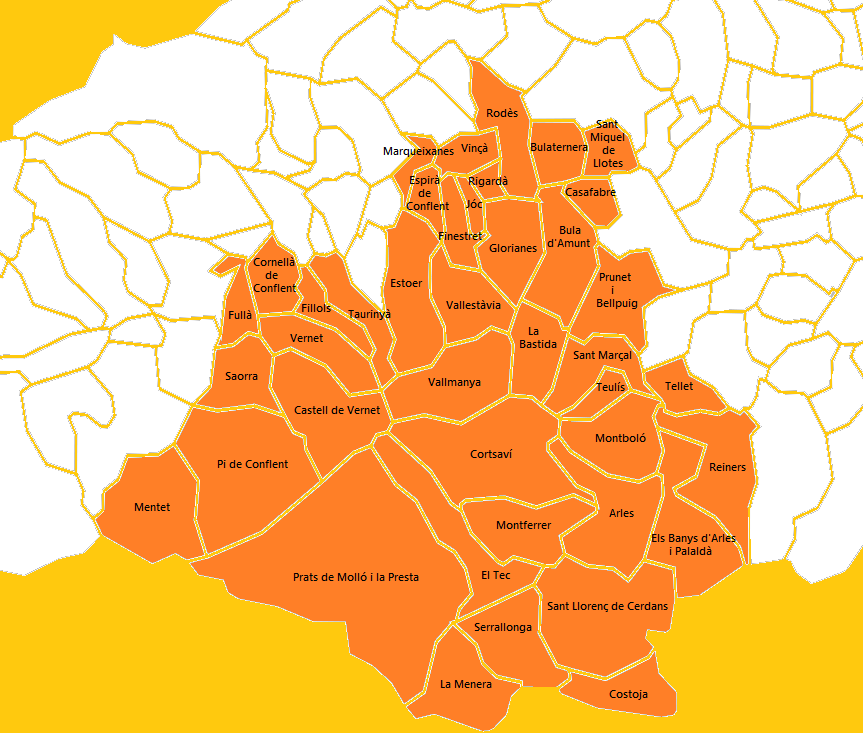
Mapa del Cantó del Canigó

A les eleccions cantonals del 2015 la Bastida ha estat inclòs en el cantó número 2, denominat El Canigó, amb capitalitat al poble dels Banys d'Arles, de la comuna dels Banys i Palaldà. Està format per les viles d'Arles, Prats de Molló i la Presta, Sant Llorenç de Cerdans, del Vallespir, i Vinçà, del Rosselló, i els pobles del Conflent de Castell de Vernet, Cornellà de Conflent, Espirà de Conflent, Estoer, Fillols, Finestret, Fullà, Glorianes, Jóc, Marqueixanes, Mentet, Pi de Conflent, Rigardà, Rodès, Saorra, Taurinyà, Vallestàvia, Vallmanya i Vernet, els del Rosselló de la Bastida, Bula d'Amunt, Bulaternera, Casafabre, Prunet i Bellpuig, Sant Marçal, Sant Miquel de Llotes, Tellet i Teulís, i els del Vallespir dels Banys i Palaldà, Cortsaví, Costoja, la Menera, Montboló, Montferrer, Reiners, Serrallonga i el Tec forma part del cantó número 2, del Canigó (nou agrupament de comunes fruit de la reestructuració cantonal feta amb motiu de les eleccions cantonals i departamentals del 2015). Són conselleres per aquest cantó Ségolène Neuville i Alexandre Reynal, tots dos del Partit Socialista francès.

## Monuments d'interès
- Església parroquial romànica de Sant Miquel de la Bastida
- Castell de la Bastida, esmentat ja el 1359 (a no confondre amb el Castell de la Bastida d'Oleta)
- Castell de Cristall, citat ja el 1194, construït en un turó per sobre del coll de Palomera
- Ruïnes de l'ermita de Santa Anna dels Quatre Termes